# ایوان راکیتیچ
ایوان راکیتیچ (کرواتی: Ivan Rakitic؛ زادهٔ ۱۰ مارس ۱۹۸۸) بازیکن سابق فوتبال اهل کرواسی است.
وی اصلیتی کروات دارد اما در سوئیس متولد شده و سابقه حضور در تیم‌های ملی پایه آن کشور را دارد ولی برای تیم ملی فوتبال کرواسی بازی کرده است.

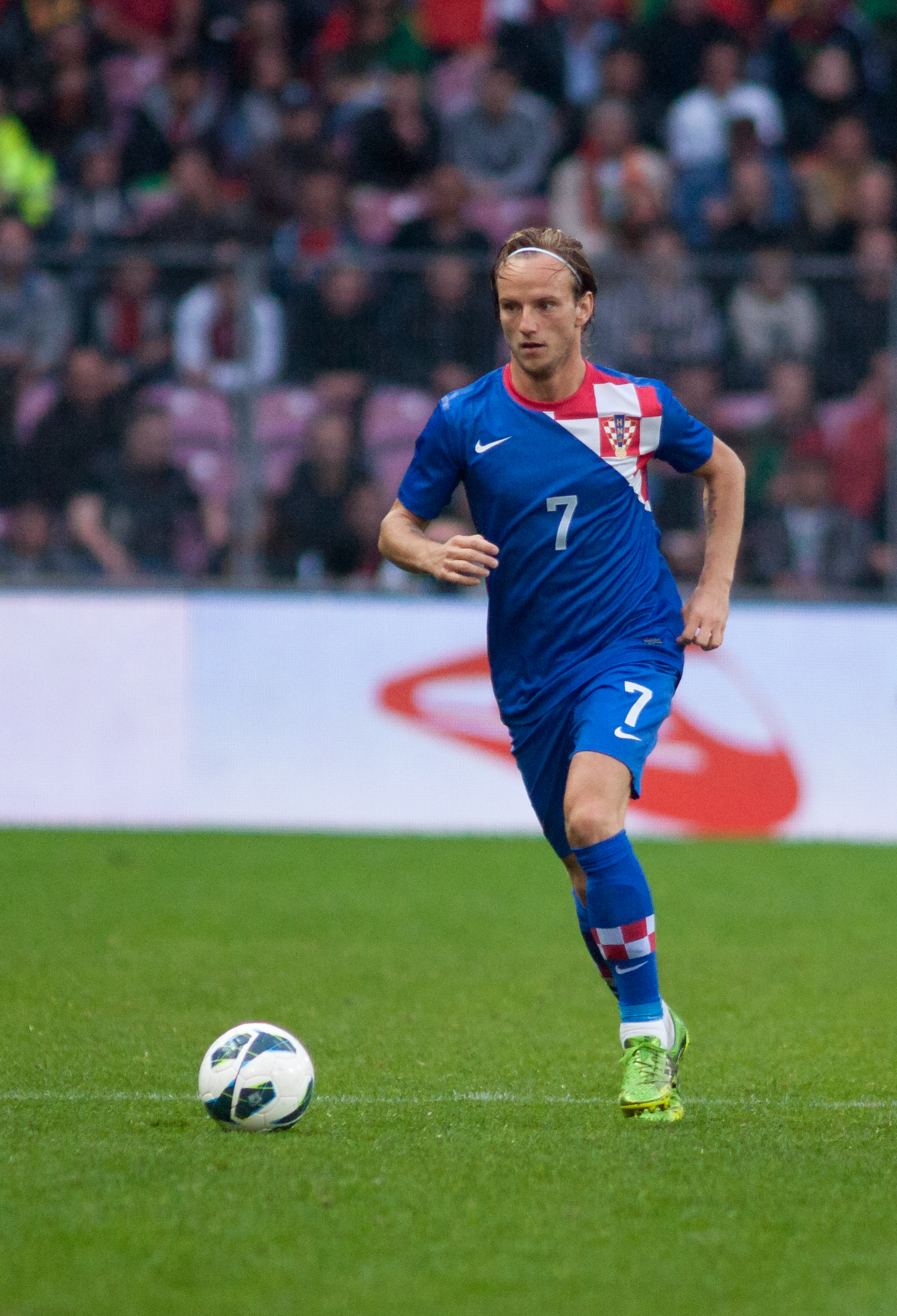
راکیتیچ با لباس تیم ملی کرواسی در سال ۲۰۱۳

وی سابقه حضور در باشگاه‌هایی همچون بازل سوئیس، شالکه ۰۴ آلمان، بارسلونا و سویای اسپانیا را دارد و هم‌اکنون عضو تیم فوتبال الشباب است.
این بازیکن در طول سه فصل و نیم حضور در سویا ۱۱۷ بازی برای این تیم به میدان رفت و موفق به زدن ۲۷ گل و ارسال تعداد زیادی پاس گل برای هم تیمی‌هایش شد و با این تیم افتخاراتی همچون قهرمانی در لیگ اروپا را در آخرین سال حضورش در این تیم به دست آورد و از عوامل موفقیت این تیم بود. عملکرد خوب او مورد توجه بارسلونا قرار گرفت و این تیم راکیتیچ را در تابستان سال ۲۰۱۴ به خدمت گرفت. او در فصل ۱۵–۲۰۱۴ با بارسا به سه‌گانه دست یافت. همچنین توانست در دیدار فینال لیگ قهرمانان اروپا ۲۰۱۵ دروازه جانلوئیجی بوفون را باز کند. راکیتیچ در اول سپتامبر ۲۰۲۰ با عقد قراردادی ۴ ساله مجدداً به سویا پیوست.

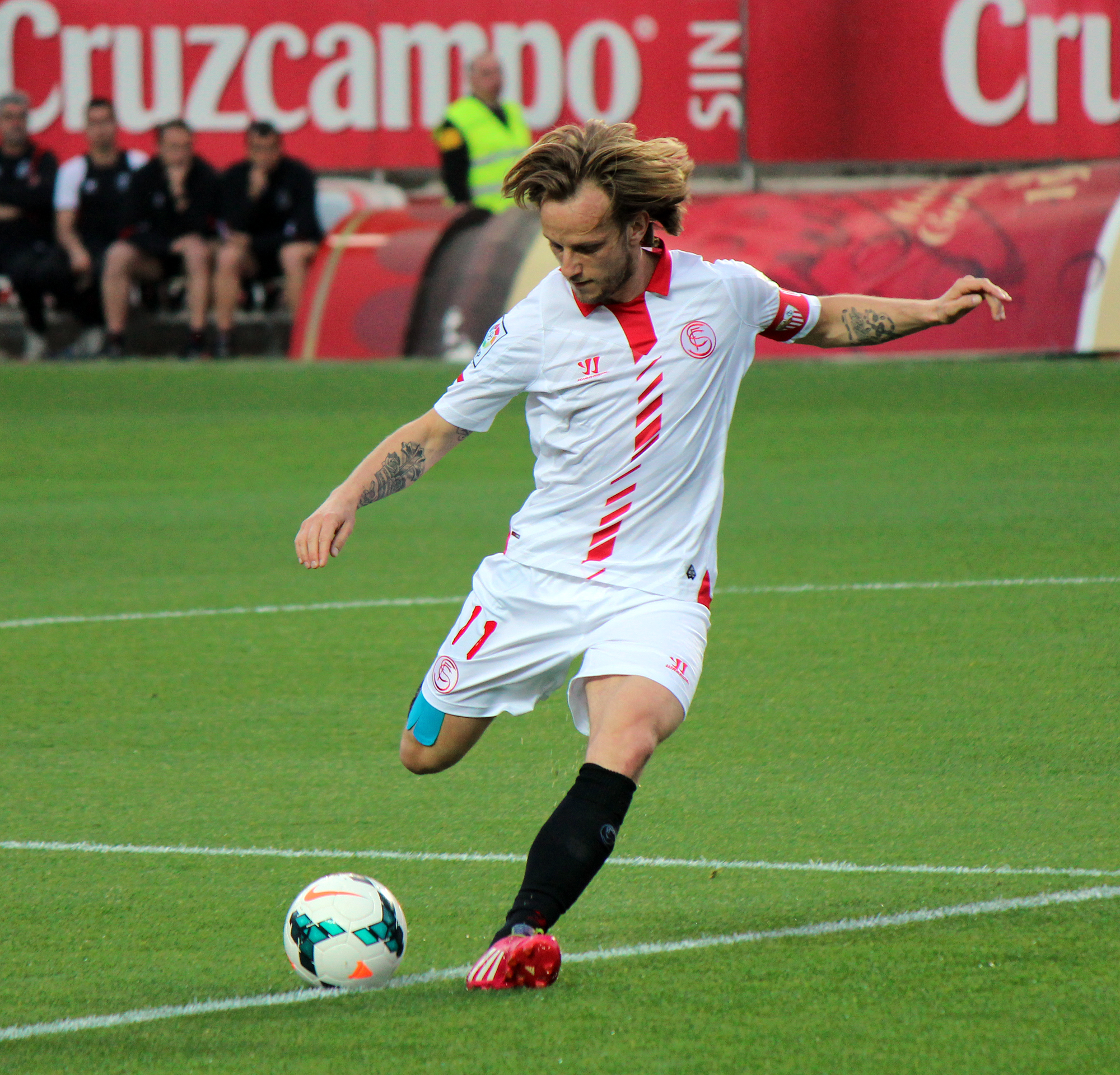
راکیتیچ با لباس سویا در سال ۲۰۱۴

او همراه با تیم ملی کرواسی در جام جهانی ۲۰۱۸ عنوان نایب قهرمانی این رقابت‌ها را به دست آورد.
ایوان راکیتیچ همچنین در سال ۲۰۲۰ پس از جدا شدن از بارسلونا از تیم ملی کرواسی در سن ۳۲ سالگی خداحافظی کرد و در تاریخ ۷ ژوئیه ۲۰۲۵ برای همیشه از دنیای فوتبال خداحافظی کرد

## آمار ملی

### بازی‌های ملی
| کرواسی | کرواسی | کرواسی | کرواسی |
| سال    | بازی   | گل     | پاس گل |
| ------ | ------ | ------ | ------ |
| ۲۰۰۷   | ۵      | ۱      | ۰      |
| ۲۰۰۸   | ۱۱     | ۴      | ۳      |
| ۲۰۰۹   | ۸      | ۲      | ۲      |
| ۲۰۱۰   | ۸      | ۱      | ۰      |
| ۲۰۱۱   | ۶      | ۰      | ۰      |
| ۲۰۱۲   | ۱۰     | ۱      | ۱      |
| ۲۰۱۳   | ۱۱     | ۰      | ۱      |
| ۲۰۱۴   | ۱۰     | ۰      | ۴      |
| ۲۰۱۵   | ۶      | ۱      | ۲      |
| ۲۰۱۶   | ۷      | ۳      | ۱      |
| ۲۰۱۷   | ۶      | ۰      | ۲      |
| ۲۰۱۸   | ۱۴     | ۲      | ۰      |
| ۲۰۱۹   | ۴      | ۰      | ۰      |
| مجموع  | ۱۰۶    | ۱۵     | ۱۶     |

### گل‌های ملی
| شماره | تاریخ           | میزبان         | بازی ملی | حریف       | نتیجه | رقابت                         |
| ----- | --------------- | -------------- | -------- | ---------- | ----- | ----------------------------- |
| ۱     | ۱۲ سپتامبر ۲۰۰۷ | لا ولا         | ۲        | آندورا     | ۶–۰   | مقدماتی جام ملت‌های اروپا ۲۰۰۸ |
| ۲     | ۲۰ اوت ۲۰۰۸     | ماریبور        | ۱۲       | اسلوونی    | ۳–۲   | دوستانه                       |
| ۳     | ۲۰ اوت ۲۰۰۸     | ماریبور        | ۱۲       | اسلوونی    | ۳–۲   | دوستانه                       |
| ۴     | ۱۵ اکتبر ۲۰۰۸   | زاگرب          | ۱۶       | آندورا     | ۴–۰   | مقدماتی جام جهانی ۲۰۱۰        |
| ۵     | ۱۵ اکتبر ۲۰۰۸   | زاگرب          | ۱۶       | آندورا     | ۴–۰   | مقدماتی جام جهانی ۲۰۱۰        |
| ۶     | ۱۱ فوریه ۲۰۰۹   | بخارست         | ۱۷       | رومانی     | ۲–۱   | دوستانه                       |
| ۷     | ۵ سپتامبر ۲۰۰۹  | زاگرب          | ۲۱       | بلاروس     | ۱–۰   | مقدماتی جام جهانی ۲۰۱۰        |
| ۸     | ۲۳ مه ۲۰۱۰      | اوسییک         | ۲۶       | ولز        | ۲–۰   | دوستانه                       |
| ۹     | ۱۲ اکتبر ۲۰۱۲   | اسکوپیه        | ۴۷       | مقدونیه    | ۲–۱   | مقدماتی جام جهانی ۲۰۱۴        |
| ۱۰    | ۱۰ اکتبر ۲۰۱۵   | زاگرب          | ۷۴       | بلغارستان  | ۳–۰   | مقدماتی جام ملت‌های اروپا ۲۰۱۶ |
| ۱۱    | ۴ ژوئن ۲۰۱۶     | رییکا          | ۷۶       | سان مارینو | ۱۰–۰  | دوستانه                       |
| ۱۲    | ۱۷ ژوئن ۲۰۱۶    | سن-اتین        | ۷۸       | چک         | ۲–۲   | جام ملت‌های اروپا ۲۰۱۶         |
| ۱۳    | ۵ سپتامبر ۲۰۱۶  | زاگرب          | ۸۱       | ترکیه      | ۱–۱   | مقدماتی جام جهانی ۲۰۱۸        |
| ۱۴    | ۲۷ مارس ۲۰۱۸    | آرلینگتون      | ۹۰       | مکزیک      | ۱–۰   | دوستانه                       |
| ۱۵    | ۲۱ ژوئن ۲۰۱۸    | نیژنی نووگورود | ۹۴       | آرژانتین   | ۳–۰   | جام جهانی ۲۰۱۸ روسیه          |